# サンセット77

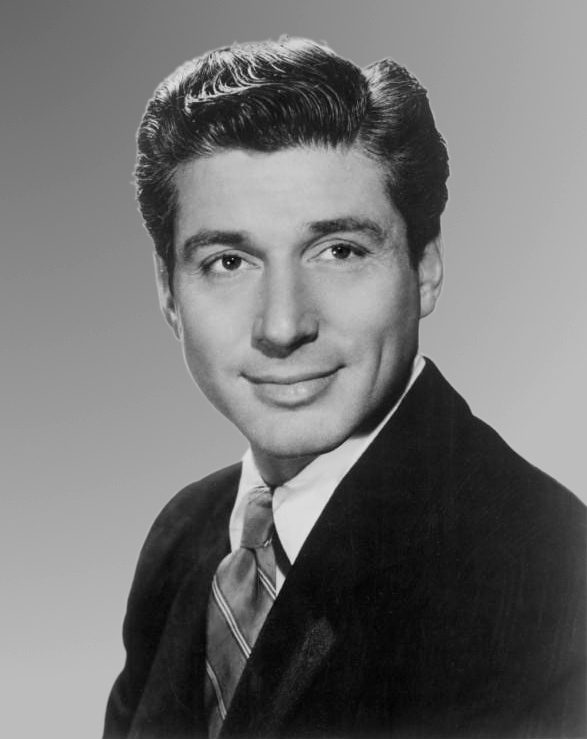
私立探偵 スチュアート・ベイリー(エフレム・ジンバリスト・ジュニア)

サンセット77（原題：77 Sunset Strip）は、1958年から1964年にかけてアメリカ・ABCにて放映されたテレビシリーズ。ワーナー・ブラザース・テレビジョン制作。当時ワーナー・ブラザースはテレビ映画の私立探偵ものでこの『サンセット77』の他に『サーフサイド6』『ハワイアン・アイ』『バーボン・ストリート』のシリーズを製作して私立探偵四部作とも呼ばれたが、もっとも長い人気だったのはこの作品である。

## 概要

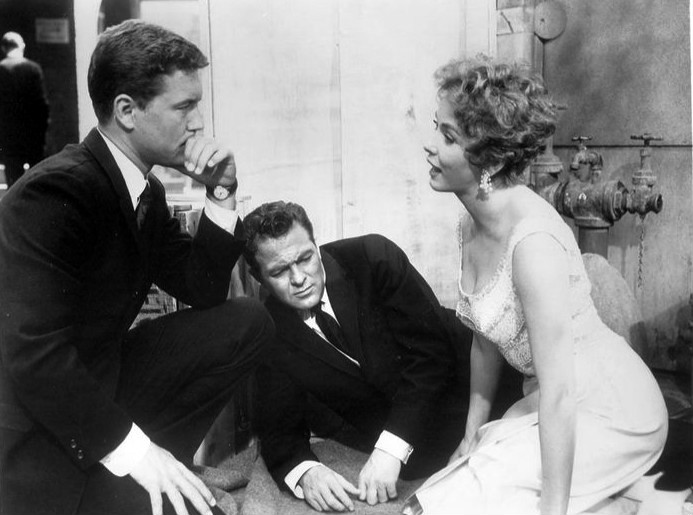
私立探偵ジェフ・スペンサー(ロジャー・スミス)(左)

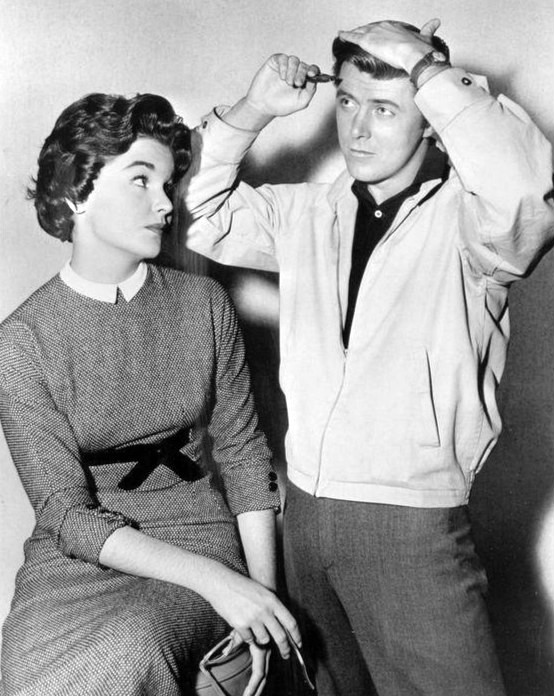
クーキー(エド・バーンズ)(右)

ロサンゼルスのサンセット大通り（サンセット・ブールバードが延長された通りで実在する。en:Sunset Strip）77番地にある探偵事務所。ここを本拠とする2人の私立探偵スチュワート・ベイリー(エフレム・ジンバリスト・ジュニア)とジェフ・スペンサー(ロジャー・スミス)が毎回難事件に挑む、というのが作品のプロットである。
作風は「ピンキーサスペンス」と宣伝され、金髪の女性が毎回出演して、私立探偵と恋のさや当てをしたりしながら展開する。第3シーズンには最初は駐車場係であったクーキー(エド・バーンズ)が私立探偵となり、そこへレックス・ランドルフ(リチャード・ロング)が加わったりしている。なお最終第6シーズンになるとエフレム・ジンバリスト・ジュニア以外は全て降板してベイリー探偵だけの物語となり放送を終了している。
またこの番組の魅力は主題歌で、マック・デイビッド（英語版）/ジェリー・リヴィングストン（英語版）作曲の主題歌はアメリカはもちろん、日本でもヒットした。そしてドラマの中でクラブで歌手が唄う場面が時々あり、主演のロジャー・スミスがギターを持って歌う場面もあれば、ピーター・ポール&マリーが唄っている場面もあった。

## 放送
アメリカ
アメリカでは、1958年10月に放送を開始し、6シーズン・全206話が製作され、ABCネットワークにて放送されていた。
当初は毎週金曜21時30分から放送されていたが、30分前倒しされて21時開始となり、1963年9月から最終回までは19時30分からの放送となった。
日本
日本では1960年10月にKRT（現TBSテレビ）にて放送開始。1963年9月までサントリー（1963年2月までは「寿屋」）の一社提供で日曜20時00分から放送された。なお、この期間はナイターシーズンになると放送が休止となっていた。
同年10月から放送時間帯が22時00分からに繰り下げとなり、同時にサントリーを筆頭とする複数社提供へと移行（その後同社は降板）。また、ナイターシーズンになると30分繰り下げの上で放送するようになり、休止期間が無くなった。
1966年4月より22時30分へと放送時間が固定化され、1968年3月までこの枠で放送され、第5シーズン・第186話で打ち切りとなった。後番組はこの時間帯は同じエフレム・ジンバリスト・ジュニア主演の「FBIアメリカ連邦警察」のシーズン2が放送された。
なお、1983年にはサントリーのライバル企業であるニッカウヰスキーが、スーパーニッカのCM「スーパーメモリーシリーズ」の一つとして本作を取り上げ、当時の映像を使用したほかクーキーのトレードマークだったリーゼントを櫛で整えるシーンも新たに撮影され再現された。

## キャスト
- スチュアート・ベイリー(エフレム・ジンバリスト・ジュニア)（声・黒沢良、臼井正明）
  - 元OSSの情報将校。
- ジェフ・スペンサー(ロジャー・スミス（英語版）（声・園井啓介）
  - 弁護士免許を持つ元FBIの特別捜査官。
- クーキー(エド・バーンズ（英語版）)[2]（声・高山栄、河内博）
  - 探偵事務所の隣にあるレストラン Dino's Lodge の駐車場係。いつも事件に巻き込まれている。後に自らも探偵事務所入り。
- ロスコー(ルイズ・クイン（英語版）)（声・島宇志夫）
  - 競馬評論家でベイリーたちの友人。
- レックス・ランドルフ(リチャード・ロング)（声・広川太一郎）
  - 途中から探偵事務所のメンバーに加わる。
- J・R・ヘイル(ロバート・ローガン（英語版）)
  - 途中から探偵事務所入りしたクーキーの代わりに Dino's Lodge の駐車場係として加わる。
- スザンヌ・ファブレイ(ジャクリーヌ・ビア（英語版）)（声・丹羽たかね）
  - 探偵事務所の秘書兼電話交換手。

## その他
- エフレム・ジンバリスト・ジュニア は、父はロシア生まれの有名なヴァイオリスト、母もまたルーマニア生まれの有名なオペラ歌手アルマ・グルックだったが、俳優を志して、テレビ草創期から21世紀を迎えるまで多数のテレビ映画やTVムービーに出演している。初期のテレビ映画では「マーベリック」「シュガーフット（英語版）」「ブロンコ」「ローハイド」などの西部劇への出演もあるが、同じワーナーのテレビシリーズ「ハワイアンアイ」では「サンセット77」のベイリー探偵役で友情出演している。この後に「THE FBI」にも連続して主演し、「サンセット77」から通算で16年間続けた。この他に映画では「暗くなるまで待って」「エアポート75」にも出演している。
- ロジャー・スミスも映画では「ミスター・ロバーツ」の出演があるが、テレビ映画では「シュガーフット」「幌馬車隊」「パパは何でも知っている」で端役で出演した後に「サンセット77」でジェフ・スペンサー役を得た。そして同じワーナーのテレビシリーズ「サーフサイド6」「ハワイアンアイ」でもスペンサー探偵役で友情出演している。ただジンバリストと違って、彼はその後は俳優業は続けていない。もともと多芸多才な彼は脚本を書いたり（本作のエピソードの何本か彼が脚本を書いている）プロデュースしたりして、その後は夫人のマネージメントもこなしている。その夫人こそ、女優で歌手のアン・マーグレットであり、1967年に結婚してから、おしどり夫婦として知られている。
- 1963年11月にサンセット77を降板したロジャー・スミスとジャクリーヌ・ビアが来日して、番組の中でインタビューを受けていたが、来日中の11月22日にケネディ大統領暗殺事件が起こったために余り注目されず、話題にならなかった。当時、サンセット77はアメリカABCで毎週金曜夜7時半から放送されていたが、「私たちの番組も放送中止になっているでしょう」とスミスはその時寂しく語っていた。実際の放送データでは、同日放送予定であった第196話の放送はなく、翌週11月29日に延期された。
- プロ野球巨人軍監督の川上哲治が背番号を「16」から「77」に変更した際に「77」を選んだ理由について、川上自身もファンであった同番組の人気にあやかったことを明かしている[3]
- クーキーのアイビールックファッションは、1960年代、日本の若者のファッションの手本の一つとなった[4]。

## 注・出典
1. ↑  「TBS50年史 資料編」（東京放送）143頁 2002年
2. ↑  正式名称は Edward Byrne Breitenberger。しかし通称はエド・バーンズ。番組が終了した後の1968年生れの俳優エドワード・バーンズとは別人
3. ↑  川上哲治——背負い続けた「孤独」 『一故人』 近藤正高 cakes 2013年11月22日付
4. ↑  世相風俗観察会『現代世相風俗史年表：1945-2008』河出書房新社、2009年3月、97頁。ISBN 9784309225043。